# Campionatul republican de handbal feminin categoria A 1959-1960
Campionatul republican de handbal feminin categoria A 1959-1960 a fost a doua ediție a eșalonului valoric superior al campionatului național de handbal feminin în 7 jucătoare din România, denumit la acea vreme „handbal redus”. Competiția a fost organizată de Federația Română de Handbal (FRH) și a fost câștigată de echipa Știința București, antrenată de Gabriel Zugrăvescu.
Sezonul 1959-1960 al campionatului republican de handbal feminin s-a desfășurat în competiții de tip turneu.

## Echipe participante în etapa finală
În etapa finală s-au calificat șase echipe.
- Cetatea Bucur București
- Rapid București
- Știința București
- CSM Sibiu
- CS Târgu Mureș
- Știința Timișoara

## Sistem
Competiția s-a desfășurat în mai multe runde:
Fazele preliminare
- o etapă preliminară, cu jocuri raionale desfășurate în luna septembrie 1959;
- o altă etapă preliminară, cu campionate regionale și orășenești, desfășurată în decembrie-ianuarie 1958;

Fazele finale
- etapa I, inter-regională, constând în două turnee organizate la Constanța și Oradea; cele două câștigătoare s-au calificat în etapa finală;
- etapa a II-a, finală, cu șase echipe: patru echipe fruntașe în campionatele regionale și orășenești, plus două echipe calificate din etapa I;

## Etapa raională
Partidele s-au desfășurat în luna septembrie 1959, iar câștigătoarele s-au calificat în etapa regională și orășenească.

## Etapa regională și orășenească

### Campionatul Regiunii București
Turneul a fost găzduit de orașul Giurgiu, iar pe primele trei locuri s-au clasat următoarele echipe. Câștigătoarea campionatului, Fulgerul Călărași, s-a calificat la turneul de la Constanța, dar nu s-a prezentat.
| Loc | Echipă            |
| --- | ----------------- |
| 1   | Fulgerul Călărași |
| 2   | Știința Giurgiu   |
| 3   | Facla Trivale     |

### Campionatul Regiunii Ploiești
Turneul a fost găzduit de orașul Buzău. Conform ziarului Sportul Popular din 8 decembrie 1959, mecurile s-au desfășurat «în noua sală „Antena” din localitate», însă sala este denumită „Victoria” în numerele 3308 din 15 decembrie 1959 și 3331 din 13 ianuarie 1960 ale ziarului Neuer Weg. 
Cele opt echipe participante au fost împărțite în două grupe și au jucat partide una împotriva celeilalte, în sistem fiecare cu fiecare, cu tur și retur.

#### Grupa I
| Echipa            | M | V | E | Î | GM  | GP  | G    | Pct |
| ----------------- | - | - | - | - | --- | --- | ---- | --- |
| Petrolul Teleajen | 6 | 6 | 0 | 0 | 255 | 69  | +186 | 12  |
| Rapid Plopeni     | 6 | 3 | 0 | 3 | 109 | 134 | −25  | 6   |
| Ș.S.E. Buzău      | 6 | 3 | 0 | 3 | 109 | 161 | −52  | 6   |
| Poiana Cîmpina    | 6 | 0 | 0 | 6 | 88  | 197 | −109 | 0   |

#### Etapa I
| 1 decembrie 1959 | Petrolul Teleajen | 44 – 8 | Ș.S.E. Buzău | Sala „Victoria”, Buzău |
| 1 decembrie 1959 | (26–4)            |        |              | Sala „Victoria”, Buzău |
| 1 decembrie 1959 |                   |        |              | Sala „Victoria”, Buzău |

| 1 decembrie 1959 | Rapid Plopeni | 27 – 13 | Poiana Cîmpina | Sala „Victoria”, Buzău |
| 1 decembrie 1959 | (13–7)        |         |                | Sala „Victoria”, Buzău |
| 1 decembrie 1959 |               |         |                | Sala „Victoria”, Buzău |

#### Etapa a II-a
| 6 decembrie 1959 | Ș.S.E. Buzău | 26 – 19 | Rapid Plopeni | Sala „Victoria”, Buzău |
| 6 decembrie 1959 | (12–10)      |         |               | Sala „Victoria”, Buzău |
| 6 decembrie 1959 |              |         |               | Sala „Victoria”, Buzău |

| 6 decembrie 1959 | Petrolul Teleajen | 58 – 10 | Poiana Cîmpina | Sala „Victoria”, Buzău |
| 6 decembrie 1959 | (30–5)            |         |                | Sala „Victoria”, Buzău |
| 6 decembrie 1959 |                   |         |                | Sala „Victoria”, Buzău |

#### Etapa a III-a
| 13 decembrie 1959 | Ș.S.E. Buzău | 25 – 191) | Poiana Cîmpina | Sala „Victoria”, Buzău |
| 13 decembrie 1959 | (15–8)       |           |                | Sala „Victoria”, Buzău |
| 13 decembrie 1959 |              |           |                | Sala „Victoria”, Buzău |

| 13 decembrie 1959 | Petrolul Teleajen | 31 – 12 | Rapid Plopeni | Sala „Victoria”, Buzău |
| 13 decembrie 1959 | (11–8)            |         |               | Sala „Victoria”, Buzău |
| 13 decembrie 1959 |                   |         |               | Sala „Victoria”, Buzău |

#### Etapa a IV-a
| 20 decembrie 1959 | Ș.S.E. Buzău | 18 – 38 | Petrolul Teleajen | Sala „Victoria”, Buzău |
| 20 decembrie 1959 | (11–19)      |         |                   | Sala „Victoria”, Buzău |
| 20 decembrie 1959 |              |         |                   | Sala „Victoria”, Buzău |

| 20 decembrie 1959 | Poiana Cîmpina | 16 – 19 | Rapid Plopeni | Sala „Victoria”, Buzău |
| 20 decembrie 1959 | (7–12)         |         |               | Sala „Victoria”, Buzău |
| 20 decembrie 1959 |                |         |               | Sala „Victoria”, Buzău |

#### Etapa a V-a
| 27 decembrie 1959 | Poiana Cîmpina | 13 – 50 | Petrolul Teleajen | Sala „Victoria”, Buzău |
| 27 decembrie 1959 | (6–27)         |         |                   | Sala „Victoria”, Buzău |
| 27 decembrie 1959 |                |         |                   | Sala „Victoria”, Buzău |

| 27 decembrie 1959 | Rapid Plopeni | 24 – 14 | Ș.S.E. Buzău | Sala „Victoria”, Buzău |
| 27 decembrie 1959 | (13–6)        |         |              | Sala „Victoria”, Buzău |
| 27 decembrie 1959 |               |         |              | Sala „Victoria”, Buzău |

#### Etapa a VI-a
| 3 ianuarie 1960 | Rapid Plopeni | 8 – 34 | Petrolul Teleajen | Sala „Victoria”, Buzău |
| 3 ianuarie 1960 | (4–18)        |        |                   | Sala „Victoria”, Buzău |
| 3 ianuarie 1960 |               |        |                   | Sala „Victoria”, Buzău |

| 3 ianuarie 1960 | Poiana Cîmpina | 17 – 18 | Ș.S.E. Buzău | Sala „Victoria”, Buzău |
| 3 ianuarie 1960 | (8–8)          |         |              | Sala „Victoria”, Buzău |
| 3 ianuarie 1960 |                |         |              | Sala „Victoria”, Buzău |

#### Grupa a II-a
| Echipa                   | M | V | E | Î | GM  | GP  | G    | Pct |
| ------------------------ | - | - | - | - | --- | --- | ---- | --- |
| Petrolul Ploiești        | 6 | 5 | 0 | 1 | 152 | 81  | +71  | 10  |
| Victoria Buzău           | 6 | 5 | 0 | 1 | 170 | 105 | +65  | 10  |
| C.F.R. Buzău             | 6 | 2 | 0 | 4 | 109 | 112 | −3   | 4   |
| Prahova „1 Mai” Ploiești | 6 | 0 | 0 | 6 | 57  | 190 | −133 | 0   |

#### Etapa I
| 1 decembrie 1959 | Petrolul Ploiești | 23 – 19 | C.F.R. Buzău | Sala „Victoria”, Buzău |
| 1 decembrie 1959 | (9–8)             |         |              | Sala „Victoria”, Buzău |
| 1 decembrie 1959 |                   |         |              | Sala „Victoria”, Buzău |

| 1 decembrie 1959 | Victoria Buzău | 35 – 20 | Prahova „1 Mai” Ploiești | Sala „Victoria”, Buzău |
| 1 decembrie 1959 | (17–9)         |         |                          | Sala „Victoria”, Buzău |
| 1 decembrie 1959 |                |         |                          | Sala „Victoria”, Buzău |

#### Etapa a II-a
| 6 decembrie 1959 | Petrolul Ploiești | 23 – 19 | Victoria Buzău | Sala „Victoria”, Buzău |
| 6 decembrie 1959 | (11–11)           |         |                | Sala „Victoria”, Buzău |
| 6 decembrie 1959 |                   |         |                | Sala „Victoria”, Buzău |

| 6 decembrie 1959 | Prahova „1 Mai” Ploiești | 12 – 31 | C.F.R. Buzău | Sala „Victoria”, Buzău |
| 6 decembrie 1959 | (5–11)                   |         |              | Sala „Victoria”, Buzău |
| 6 decembrie 1959 |                          |         |              | Sala „Victoria”, Buzău |

#### Etapa a III-a
| 13 decembrie 1959 | Petrolul Ploiești | 28 – 10 | Prahova „1 Mai” Ploiești | Sala „Victoria”, Buzău |
| 13 decembrie 1959 | (13–5)            |         |                          | Sala „Victoria”, Buzău |
| 13 decembrie 1959 |                   |         |                          | Sala „Victoria”, Buzău |

| 13 decembrie 1959 | Victoria Buzău | 25 – 20 | C.F.R. Buzău | Sala „Victoria”, Buzău |
| 13 decembrie 1959 | (12–7)         |         |              | Sala „Victoria”, Buzău |
| 13 decembrie 1959 |                |         |              | Sala „Victoria”, Buzău |

#### Etapa a IV-a
| 20 decembrie 1959 | C.F.R. Buzău | 12 – 24 | Petrolul Ploiești | Sala „Victoria”, Buzău |
| 20 decembrie 1959 | (4–11)       |         |                   | Sala „Victoria”, Buzău |
| 20 decembrie 1959 |              |         |                   | Sala „Victoria”, Buzău |

| 20 decembrie 1959 | Prahova „1 Mai” Ploiești | 8 – 49 | Victoria Buzău | Sala „Victoria”, Buzău |
| 20 decembrie 1959 | (5–21)                   |        |                | Sala „Victoria”, Buzău |
| 20 decembrie 1959 |                          |        |                | Sala „Victoria”, Buzău |

#### Etapa a V-a
| 27 decembrie 1959 | Victoria Buzău | 14 – 13 | Petrolul Ploiești | Sala „Victoria”, Buzău |
| 27 decembrie 1959 | (7–8)          |         |                   | Sala „Victoria”, Buzău |
| 27 decembrie 1959 |                |         |                   | Sala „Victoria”, Buzău |

| 27 decembrie 1959 | C.F.R. Buzău | 6 – 02) | Prahova „1 Mai” Ploiești | Sala „Victoria”, Buzău |
| 27 decembrie 1959 |              |         |                          | Sala „Victoria”, Buzău |
| 27 decembrie 1959 |              |         |                          | Sala „Victoria”, Buzău |

#### Etapa a VI-a
| 3 ianuarie 1960 | C.F.R. Buzău | 21 – 28 | Victoria Buzău | Sala „Victoria”, Buzău |
| 3 ianuarie 1960 | (13–14)      |         |                | Sala „Victoria”, Buzău |
| 3 ianuarie 1960 |              |         |                | Sala „Victoria”, Buzău |

| 3 ianuarie 1960 | Prahova „1 Mai” Ploiești | 7 – 41 | Petrolul Ploiești | Sala „Victoria”, Buzău |
| 3 ianuarie 1960 | (5–23)                   |        |                   | Sala „Victoria”, Buzău |
| 3 ianuarie 1960 |                          |        |                   | Sala „Victoria”, Buzău |

Petrolul Teleajen și Petrolul Ploiești au câștigat cele două grupe și s-au calificat în finala campionatului Regiunii Ploiești, care s-a desfășurat pe 10 ianuarie 1960, în sala „Victoria” din Buzău. Echipele clasate pe locul doi în cele două grupe au jucat în finala mică.

#### Finala mică
| 10 ianuarie 1960 | Rapid Plopeni | 17 – 33 | Victoria Buzău | Sala „Victoria”, Buzău |
| 10 ianuarie 1960 | (11–15)       |         |                | Sala „Victoria”, Buzău |
| 10 ianuarie 1960 |               |         |                | Sala „Victoria”, Buzău |

#### Finala
| 10 ianuarie 1960 | Petrolul Teleajen | 30 – 18 | Petrolul Ploiești | Sala „Victoria”, Buzău |
| 10 ianuarie 1960 | (16–10)           |         |                   | Sala „Victoria”, Buzău |
| 10 ianuarie 1960 |                   |         |                   | Sala „Victoria”, Buzău |

#### Clasamentul final
Echipa Petrolul Teleajen s-a calificat la turneul de la Constanța, dar nu s-a prezentat.
| Loc | Echipă            |
| --- | ----------------- |
| 1   | Petrolul Teleajen |
| 2   | Petrolul Ploiești |
| 3   | Victoria Buzău    |
| 3   | Rapid Plopeni     |

### Campionatul orașului Târgu Mureș
Turneul a fost câștigat de echipa CS Târgu Mureș, care s-a calificat astfel la turneul de la Oradea.
| 8 noiembrie 1959 | CS Târgu Mureș | 23 – 2 | Liceul „Bolyai Farkas” | Sala de sporturi a I.M.F., Târgu Mureș |
| 8 noiembrie 1959 | (–)            |        |                        | Sala de sporturi a I.M.F., Târgu Mureș |
| 8 noiembrie 1959 |                |        |                        | Sala de sporturi a I.M.F., Târgu Mureș |

| 15 noiembrie 1959 | Harghita Târgu Mureș | 7 – 2 | ȘSE Târgu Mureș | Sala de sporturi a I.M.F., Târgu Mureș |
| 15 noiembrie 1959 | (–)                  |       |                 | Sala de sporturi a I.M.F., Târgu Mureș |
| 15 noiembrie 1959 |                      |       |                 | Sala de sporturi a I.M.F., Târgu Mureș |

| 15 noiembrie 1959 | Liceul „Bolyai Farkas” | 2 – 13 | CS Târgu Mureș | Sala de sporturi a I.M.F., Târgu Mureș |
| 15 noiembrie 1959 | (–)                    |        |                | Sala de sporturi a I.M.F., Târgu Mureș |
| 15 noiembrie 1959 |                        |        |                | Sala de sporturi a I.M.F., Târgu Mureș |

| 22 noiembrie 1959 | Liceul „Bolyai Farkas” | 17 – 3 | Voința Târgu Mureș | Sala de sporturi a I.M.F., Târgu Mureș |
| 22 noiembrie 1959 | (–)                    |        |                    | Sala de sporturi a I.M.F., Târgu Mureș |
| 22 noiembrie 1959 |                        |        |                    | Sala de sporturi a I.M.F., Târgu Mureș |

| 22 noiembrie 1959 | CS Târgu Mureș | 24 – 2 | Kereskedelmi Technikum | Sala de sporturi a I.M.F., Târgu Mureș |
| 22 noiembrie 1959 | (–)            |        |                        | Sala de sporturi a I.M.F., Târgu Mureș |
| 22 noiembrie 1959 |                |        |                        | Sala de sporturi a I.M.F., Târgu Mureș |

| 29 noiembrie 1959 | Harghita Târgu Mureș | 10 – 3 | Liceul „Bolyai Farkas” | Sala de sporturi a I.M.F., Târgu Mureș |
| 29 noiembrie 1959 | (–)                  |        |                        | Sala de sporturi a I.M.F., Târgu Mureș |
| 29 noiembrie 1959 |                      |        |                        | Sala de sporturi a I.M.F., Târgu Mureș |

| 29 noiembrie 1959 | CS Târgu Mureș | 18 – 0 | Voința Târgu Mureș | Sala de sporturi a I.M.F., Târgu Mureș |
| 29 noiembrie 1959 | (–)            |        |                    | Sala de sporturi a I.M.F., Târgu Mureș |
| 29 noiembrie 1959 |                |        |                    | Sala de sporturi a I.M.F., Târgu Mureș |

| 29 noiembrie 1959 | ȘSE Târgu Mureș | 6 – 0 | Vulturul Târgu Mureș | Sala de sporturi a I.M.F., Târgu Mureș |
| 29 noiembrie 1959 | (–)             |       |                      | Sala de sporturi a I.M.F., Târgu Mureș |
| 29 noiembrie 1959 |                 |       |                      | Sala de sporturi a I.M.F., Târgu Mureș |

| 5 decembrie 1959 | Liceul „Bolyai Farkas” | 8 – 0 | Kereskedelmi Technikum | Sala de sporturi a I.M.F., Târgu Mureș |
| 5 decembrie 1959 | (–)                    |       |                        | Sala de sporturi a I.M.F., Târgu Mureș |
| 5 decembrie 1959 |                        |       |                        | Sala de sporturi a I.M.F., Târgu Mureș |

| 5 decembrie 1959 | ȘSE Târgu Mureș | 3 – 0 | Voința Târgu Mureș | Sala de sporturi a I.M.F., Târgu Mureș |
| 5 decembrie 1959 | (–)             |       |                    | Sala de sporturi a I.M.F., Târgu Mureș |
| 5 decembrie 1959 |                 |       |                    | Sala de sporturi a I.M.F., Târgu Mureș |

| 5 decembrie 1959 | CS Târgu Mureș | 5 – 5 | Harghita Târgu Mureș | Sala de sporturi a I.M.F., Târgu Mureș |
| 5 decembrie 1959 | (–)            |       |                      | Sala de sporturi a I.M.F., Târgu Mureș |
| 5 decembrie 1959 |                |       |                      | Sala de sporturi a I.M.F., Târgu Mureș |

### Campionatul orașului București
|  | Calificate în etapa finală            |
|  | Calificată la turneul de la Constanța |

| Echipa                  | M | V | E | Î | GM  | GP  | G    | Pct |
| ----------------------- | - | - | - | - | --- | --- | ---- | --- |
| Știința București       | 8 | 6 | 1 | 1 | 110 | 36  | +74  | 13  |
| Rapid București         | 8 | 5 | 2 | 1 | 94  | 37  | +57  | 12  |
| Cetatea Bucur București | 8 | 5 | 1 | 2 | 79  | 40  | +39  | 11  |
| Constructorul București | 8 | 1 | 1 | 6 | 47  | 115 | −68  | 3   |
| Confecția București     | 8 | 0 | 1 | 7 | 41  | 143 | −102 | 1   |

#### Rezultate în tur
| 8 noiembrie 1959 17:00 | Confecția București | 6 – 20 | Cetatea Bucur București | Sala Floreasca, București |
| 8 noiembrie 1959 17:00 | (3–10)              |        |                         | Sala Floreasca, București |
| 8 noiembrie 1959 17:00 |                     |        |                         | Sala Floreasca, București |

| 8 noiembrie 1959 | Constructorul București | 8 – 20 | Știința București | Sala Floreasca, București |
| 8 noiembrie 1959 | (3–9)                   |        |                   | Sala Floreasca, București |
| 8 noiembrie 1959 |                         |        |                   | Sala Floreasca, București |

| 15 noiembrie 1959 08:00 | Confecția București | 3 – 17 | Rapid București | Sala Floreasca, București |
| 15 noiembrie 1959 08:00 | (2–4)               |        |                 | Sala Floreasca, București |
| 15 noiembrie 1959 08:00 |                     |        |                 | Sala Floreasca, București |

| 15 noiembrie 1959 | Cetatea Bucur București | 12 – 5 | Constructorul București | Sala Floreasca, București |
| 15 noiembrie 1959 | (9–2)                   |        |                         | Sala Floreasca, București |
| 15 noiembrie 1959 |                         |        |                         | Sala Floreasca, București |

| 22 noiembrie 1959 17:00 | Constructorul București | 9 – 9 | Confecția București | Sala Floreasca, București |
| 22 noiembrie 1959 17:00 | (–)                     |       |                     | Sala Floreasca, București |
| 22 noiembrie 1959 17:00 |                         |       |                     | Sala Floreasca, București |

| 22 noiembrie 1959 | Știința București | 6 – 9 | Rapid București | Sala Floreasca, București |
| 22 noiembrie 1959 | Ugron 3           | (3–4) | Stark 4         | Sala Floreasca, București |
| 22 noiembrie 1959 |                   |       |                 | Sala Floreasca, București |

| 25 noiembrie 1959 | Știința București | 20 – 5 | Confecția București | Sala Floreasca, București |
| 25 noiembrie 1959 | Cîrligeanu 5      | (10–2) | Dumitru 2           | Sala Floreasca, București |
| 25 noiembrie 1959 |                   |        |                     | Sala Floreasca, București |

| 25 noiembrie 1959 | Cetatea Bucur București                | 4 – 2 | Rapid București        | Sala Floreasca, București |
| 25 noiembrie 1959 | V. Dumitrescu, Jipa, Popescu, Vasile 1 | (3–1) | C. Dumitrescu, Stark 1 | Sala Floreasca, București |
| 25 noiembrie 1959 |                                        |       |                        | Sala Floreasca, București |

| 28 noiembrie 1959 16:00 | Constructorul București | 3 – 16 | Rapid București | Sala Floreasca, București |
| 28 noiembrie 1959 16:00 | (1–8)                   |        |                 | Sala Floreasca, București |
| 28 noiembrie 1959 16:00 |                         |        |                 | Sala Floreasca, București |

| 28 noiembrie 1959 18:10 | Cetatea Bucur București | 3 – 9 | Știința București | Sala Floreasca, București |
| 28 noiembrie 1959 18:10 | V. Dumitrescu 2         | (0–4) | Jianu 3           | Sala Floreasca, București |
| 28 noiembrie 1959 18:10 |                         |       |                   | Sala Floreasca, București |

#### Rezultate în retur
| 2 decembrie 1959 20:30 | Cetatea Bucur București | 19 – 5 | Confecția București | Sala Floreasca, București |
| 2 decembrie 1959 20:30 | (9–2)                   |        |                     | Sala Floreasca, București |
| 2 decembrie 1959 20:30 |                         |        |                     | Sala Floreasca, București |

| 2 decembrie 1959 | Știința București | 23 – 2 | Constructorul București | Sala Floreasca, București |
| 2 decembrie 1959 | (8–1)             |        |                         | Sala Floreasca, București |
| 2 decembrie 1959 |                   |        |                         | Sala Floreasca, București |

| 26 decembrie 1959 16:30 | Rapid București | 22 – 4 | Confecția București | Sala Floreasca, București |
| 26 decembrie 1959 16:30 | (8–3)           |        |                     | Sala Floreasca, București |
| 26 decembrie 1959 16:30 |                 |        |                     | Sala Floreasca, București |

| 26 decembrie 1959 | Constructorul București | 1 – 10 | Cetatea Bucur București | Sala Floreasca, București |
| 26 decembrie 1959 | (0–2)                   |        |                         | Sala Floreasca, București |
| 26 decembrie 1959 |                         |        |                         | Sala Floreasca, București |

| 3 ianuarie 1960 | Constructorul București | 13 – 8 | Confecția București | Sala Floreasca, București |
| 3 ianuarie 1960 | (9–2)                   |        |                     | Sala Floreasca, București |
| 3 ianuarie 1960 |                         |        |                     | Sala Floreasca, București |

| 3 ianuarie 1960 | Rapid București        | 4 – 4 | Știința București | Sala Floreasca, București |
| 3 ianuarie 1960 | C. Dumitrescu, Stark 2 | (2–1) | Niculescu 2       | Sala Floreasca, București |
| 3 ianuarie 1960 |                        |       |                   | Sala Floreasca, București |

| 7 ianuarie 1960 | Știința București | 23 – 1 | Confecția București | Sala Floreasca, București |
| 7 ianuarie 1960 | (–)               |        |                     | Sala Floreasca, București |
| 7 ianuarie 1960 |                   |        |                     | Sala Floreasca, București |

| 7 ianuarie 1960 | Rapid București | 7 – 7 | Cetatea Bucur București | Sala Floreasca, București |
| 7 ianuarie 1960 | (5–3)           |       |                         | Sala Floreasca, București |
| 7 ianuarie 1960 |                 |       |                         | Sala Floreasca, București |

| 10 ianuarie 1960 16:40 | Rapid București | 17 – 6 | Constructorul București | Sala Floreasca, București |
| 10 ianuarie 1960 16:40 | (8–3)           |        |                         | Sala Floreasca, București |
| 10 ianuarie 1960 16:40 |                 |        |                         | Sala Floreasca, București |

| 10 ianuarie 1960 | Știința București | 5 – 4 | Cetatea Bucur București | Sala Floreasca, București |
| 10 ianuarie 1960 | (2–1)             |       |                         | Sala Floreasca, București |
| 10 ianuarie 1960 |                   |       |                         | Sala Floreasca, București |

### Campionatul Regiunii Stalin
Turneul a fost câștigat de echipa CSM Sibiu, care s-a calificat astfel în etapa finală.

|  | Calificată în etapa finală            |
|  | Calificată la turneul de la Constanța |

| Loc | Echipă            |
| --- | ----------------- |
| 1   | CSM Sibiu         |
| 2   | Tractorul Brașov  |
| 3   | Gloria Sighișoara |
| 4   | Măgura Codlea     |
| 5   | Luceafărul Brașov |

#### Etapa I
| 28 noiembrie 1959 | Luceafărul Brașov | 7 – 12 | Gloria Sighișoara | Sala „Tractorul”, Brașov |
| 28 noiembrie 1959 | (4–6)             |        |                   | Sala „Tractorul”, Brașov |
| 28 noiembrie 1959 |                   |        |                   | Sala „Tractorul”, Brașov |

| 28 noiembrie 1959 | Tractorul Brașov | 7 – 4 | Măgura Codlea | Sala „Tractorul”, Brașov |
| 28 noiembrie 1959 | (3–1)            |       |               | Sala „Tractorul”, Brașov |
| 28 noiembrie 1959 |                  |       |               | Sala „Tractorul”, Brașov |

#### Etapa a II-a
| 29 noiembrie 1959 | Gloria Sighișoara | 8 – 6 | Tractorul Brașov | Sala „Tractorul”, Brașov |
| 29 noiembrie 1959 | (5–3)             |       |                  | Sala „Tractorul”, Brașov |
| 29 noiembrie 1959 |                   |       |                  | Sala „Tractorul”, Brașov |

| 29 noiembrie 1959 | CSM Sibiu | 8 – 12 | Luceafărul Brașov | Sala „Tractorul”, Brașov |
| 29 noiembrie 1959 | (2–6)     |        |                   | Sala „Tractorul”, Brașov |
| 29 noiembrie 1959 |           |        |                   | Sala „Tractorul”, Brașov |

#### Etapa a III-a
| 5 decembrie 1959 | Tractorul Brașov | 9 – 5 | CSM Sibiu | Sala „Tractorul”, Brașov |
| 5 decembrie 1959 | (6–1)            |       |           | Sala „Tractorul”, Brașov |
| 5 decembrie 1959 |                  |       |           | Sala „Tractorul”, Brașov |

| 5 decembrie 1959 | Măgura Codlea | 8 – 2 | Gloria Sighișoara | Sala „Tractorul”, Brașov |
| 5 decembrie 1959 | (6–1)         |       |                   | Sala „Tractorul”, Brașov |
| 5 decembrie 1959 |               |       |                   | Sala „Tractorul”, Brașov |

#### Etapa a IV-a
| 6 decembrie 1959 | Luceafărul Brașov | 6 – 7 | Tractorul Brașov | Sala „Tractorul”, Brașov |
| 6 decembrie 1959 | (4–2)             |       |                  | Sala „Tractorul”, Brașov |
| 6 decembrie 1959 |                   |       |                  | Sala „Tractorul”, Brașov |

| 6 decembrie 1959 | CSM Sibiu | 11 – 5 | Măgura Codlea | Sala „Tractorul”, Brașov |
| 6 decembrie 1959 | (8–3)     |        |               | Sala „Tractorul”, Brașov |
| 6 decembrie 1959 |           |        |               | Sala „Tractorul”, Brașov |

#### Etapa a V-a
| 12 decembrie 1959 | Măgura Codlea | 7 – 6 | Luceafărul Brașov | Sala „Tractorul”, Brașov |
| 12 decembrie 1959 | (6–3)         |       |                   | Sala „Tractorul”, Brașov |
| 12 decembrie 1959 |               |       |                   | Sala „Tractorul”, Brașov |

| 12 decembrie 1959 | Gloria Sighișoara | 8 – 14 | CSM Sibiu | Sala „Tractorul”, Brașov |
| 12 decembrie 1959 | (4–8)             |        |           | Sala „Tractorul”, Brașov |
| 12 decembrie 1959 |                   |        |           | Sala „Tractorul”, Brașov |

#### Etapa a VI-a
| 13 decembrie 1959 | Gloria Sighișoara | 7 – 7 | Luceafărul Brașov | Sala „Tractorul”, Brașov Arbitri: Bîrleanu |
| 13 decembrie 1959 | (6–4)             |       |                   | Sala „Tractorul”, Brașov Arbitri: Bîrleanu |
| 13 decembrie 1959 |                   |       |                   | Sala „Tractorul”, Brașov Arbitri: Bîrleanu |

| 13 decembrie 1959 | Măgura Codlea | 3 – 8 | Tractorul Brașov | Sala „Tractorul”, Brașov |
| 13 decembrie 1959 | (0–4)         |       |                  | Sala „Tractorul”, Brașov |
| 13 decembrie 1959 |               |       |                  | Sala „Tractorul”, Brașov |

#### Etapa a VII-a
| 20 decembrie 1959 | Măgura Codlea | 2 – 18 | CSM Sibiu | Sala „Tractorul”, Brașov |
| 20 decembrie 1959 |               | (0–9)  | Dobre 9   | Sala „Tractorul”, Brașov |
| 20 decembrie 1959 |               |        |           | Sala „Tractorul”, Brașov |

#### Etapa a VIII-a
| 21 decembrie 1959 | CSM Sibiu | 8 – 7 | Tractorul Brașov | Sala „Tractorul”, Brașov |
| 21 decembrie 1959 | (4–5)     |       |                  | Sala „Tractorul”, Brașov |
| 21 decembrie 1959 |           |       |                  | Sala „Tractorul”, Brașov |

| 21 decembrie 1959 | Gloria Sighișoara | 5 – 6 | Măgura Codlea | Sala „Tractorul”, Brașov |
| 21 decembrie 1959 | (1–5)             |       |               | Sala „Tractorul”, Brașov |
| 21 decembrie 1959 |                   |       |               | Sala „Tractorul”, Brașov |

#### Etapa a IX-a
| 9 ianuarie 1960 | Luceafărul Brașov | 7 – 12 | CSM Sibiu | Sala „Tractorul”, Brașov |
| 9 ianuarie 1960 | (2–6)             |        |           | Sala „Tractorul”, Brașov |
| 9 ianuarie 1960 |                   |        |           | Sala „Tractorul”, Brașov |

| 9 ianuarie 1960 | Tractorul Brașov | 12 – 10 | Gloria Sighișoara | Sala „Tractorul”, Brașov Arbitri: Gheorghe Voinescu |
| 9 ianuarie 1960 | (6–5)            |         |                   | Sala „Tractorul”, Brașov Arbitri: Gheorghe Voinescu |
| 9 ianuarie 1960 |                  |         |                   | Sala „Tractorul”, Brașov Arbitri: Gheorghe Voinescu |

#### Etapa a X-a
| 10 ianuarie 1960 | CSM Sibiu | 9 – 63) | Gloria Sighișoara | Sala „Tractorul”, Brașov |
| 10 ianuarie 1960 | (6–2)     |         |                   | Sala „Tractorul”, Brașov |
| 10 ianuarie 1960 |           |         |                   | Sala „Tractorul”, Brașov |

### Campionatul Regiunii Timișoara
Turneul Regiunii Timișoara a fost marcat de abandonul, pe parcursul întrecerii, a două echipe: Mureșul Periam (în etapa a III-a) și ASM Lugoj (în etapa a V-a). În final, competiția a fost câștigată de Știința Timișoara.
|  | Calificată în etapa finală         |
|  | Calificată la turneul de la Oradea |
|  | Abandon                            |

| Loc | Echipă                  |
| --- | ----------------------- |
| 1   | Știința Timișoara       |
| 2   | LPS Banatul Timișoara   |
| 3   | Constructorul Timișoara |
| 4   | CSM Reșița              |
| 5   | CS Școlar Timișoara     |
| 6   | ASM Lugoj               |
| 7   | Mureșul Periam          |

#### Etapa I-a
| 5 decembrie 1959 18:40 | Constructorul Timișoara | 20 – 1 | Mureșul Periam | Sala Sporturilor, Timișoara |
| 5 decembrie 1959 18:40 | (9–1)                   |        |                | Sala Sporturilor, Timișoara |
| 5 decembrie 1959 18:40 |                         |        |                | Sala Sporturilor, Timișoara |

| 5 decembrie 1959 19:45 | ASM Lugoj | 3 – 15 | Știința Timișoara | Sala Sporturilor, Timișoara |
| 5 decembrie 1959 19:45 | (0–7)     |        |                   | Sala Sporturilor, Timișoara |
| 5 decembrie 1959 19:45 |           |        |                   | Sala Sporturilor, Timișoara |

| 6 decembrie 1959 16:20 | CSM Reșița | 13 – 5 | Industria Lînii Timișoara | Sala Sporturilor, Timișoara |
| 6 decembrie 1959 16:20 | (6–1)      |        |                           | Sala Sporturilor, Timișoara |
| 6 decembrie 1959 16:20 |            |        |                           | Sala Sporturilor, Timișoara |

#### Etapa a II-a
| 12 decembrie 1959 17:00 | Industria Lînii Timișoara | 3 – 13 | Constructorul Timișoara | Sala Sporturilor, Timișoara |
| 12 decembrie 1959 17:00 | (2–11)                    |        |                         | Sala Sporturilor, Timișoara |
| 12 decembrie 1959 17:00 |                           |        |                         | Sala Sporturilor, Timișoara |

| 13 decembrie 1959 15:00 | CSȘ Timișoara | 6 – 04) | Mureșul Periam | Sala Sporturilor, Timișoara |
| 13 decembrie 1959 15:00 |               |         |                | Sala Sporturilor, Timișoara |
| 13 decembrie 1959 15:00 |               |         |                | Sala Sporturilor, Timișoara |

| 13 decembrie 1959 17:20 | Știința Timișoara | 10 – 2 | CSM Reșița | Sala Sporturilor, Timișoara |
| 13 decembrie 1959 17:20 | (4–2)             |        |            | Sala Sporturilor, Timișoara |
| 13 decembrie 1959 17:20 |                   |        |            | Sala Sporturilor, Timișoara |

| 13 decembrie 1959 19:30 | LPS Banatul Timișoara | 13 – 5 | ASM Lugoj | Sala Sporturilor, Timișoara |
| 13 decembrie 1959 19:30 | (6–3)                 |        |           | Sala Sporturilor, Timișoara |
| 13 decembrie 1959 19:30 |                       |        |           | Sala Sporturilor, Timișoara |

#### Etapa a III-a
| 26 decembrie 1959 19:40 | LPS Banatul Timișoara | 3 – 3 | Constructorul Timișoara | Sala Sporturilor, Timișoara |
| 26 decembrie 1959 19:40 | (1–1)                 |       |                         | Sala Sporturilor, Timișoara |
| 26 decembrie 1959 19:40 |                       |       |                         | Sala Sporturilor, Timișoara |

| 27 decembrie 1959 16:00 | ASM Lugoj | 4 – 11 | CSM Reșița | Sala Sporturilor, Timișoara |
| 27 decembrie 1959 16:00 | (2–7)     |        |            | Sala Sporturilor, Timișoara |
| 27 decembrie 1959 16:00 |           |        |            | Sala Sporturilor, Timișoara |

#### Etapa a IV-a
| 3 ianuarie 1960 | Știința Timișoara | 14 – 0 | Industria Lînii Timișoara | Sala Sporturilor, Timișoara |
| 3 ianuarie 1960 | (7–0)             |        |                           | Sala Sporturilor, Timișoara |
| 3 ianuarie 1960 |                   |        |                           | Sala Sporturilor, Timișoara |

| 3 ianuarie 1960 | Constructorul Timișoara | 6 – 05) | ASM Lugoj | Sala Sporturilor, Timișoara |
| 3 ianuarie 1960 |                         |         |           | Sala Sporturilor, Timișoara |
| 3 ianuarie 1960 |                         |         |           | Sala Sporturilor, Timișoara |

#### Etapa a V-a
| 9 ianuarie 1960 18:45 | LPS Banatul Timișoara | 17 – 1 | Industria Lînii Timișoara | Sala Sporturilor, Timișoara |
| 9 ianuarie 1960 18:45 | (7–1)                 |        |                           | Sala Sporturilor, Timișoara |
| 9 ianuarie 1960 18:45 |                       |        |                           | Sala Sporturilor, Timișoara |

| 10 ianuarie 1960 16:20 | CSM Reșița | 7 – 16 | Constructorul Timișoara | Sala Sporturilor, Timișoara |
| 10 ianuarie 1960 16:20 | (4–10)     |        |                         | Sala Sporturilor, Timișoara |
| 10 ianuarie 1960 16:20 |            |        |                         | Sala Sporturilor, Timișoara |

#### Etapa a VI-a
| 17 ianuarie 1960 15:50 | CSM Reșița | 5 – 10 | LPS Banatul Timișoara | Sala Sporturilor, Timișoara |
| 17 ianuarie 1960 15:50 | (3–7)      |        |                       | Sala Sporturilor, Timișoara |
| 17 ianuarie 1960 15:50 |            |        |                       | Sala Sporturilor, Timișoara |

| 17 ianuarie 1960 16:50 | Industria Lînii Timișoara | – | CSȘ Timișoara | Sala Sporturilor, Timișoara |
| 17 ianuarie 1960 16:50 | (–)                       |   |               | Sala Sporturilor, Timișoara |
| 17 ianuarie 1960 16:50 |                           |   |               | Sala Sporturilor, Timișoara |

| 17 ianuarie 1960 17:50 | Știința Timișoara | 11 – 4 | Constructorul Timișoara | Sala Sporturilor, Timișoara |
| 17 ianuarie 1960 17:50 | (4–3)             |        |                         | Sala Sporturilor, Timișoara |
| 17 ianuarie 1960 17:50 |                   |        |                         | Sala Sporturilor, Timișoara |

## Etapa I inter-regiuni
În etapa I inter-regiuni au participat echipe calificate din etapa anterioară, regională și orășenească. Majoritatea echipelor au provenit din regiuni necalificate direct în etapa finală. Partidele s-au desfășurat în două turnee organizate în două orașe, Oradea și Constanța.

### Turneul de la Constanța
La turneul de la Constanța, disputat în Sala Sporturilor din localitate, ar fi trebuit să ia parte mai multe echipe, dar nu s-au prezentat decât Spartac Constanța, echipa campioană a Regiunii Constanța, Cetatea Bucur, echipă clasată pe locul al treilea în campionatul orașului București, și Tractorul Brașov, echipă clasată pe locul al doilea în campionatul Regiunii Stalin. Turneul s-a desfășurat cu un meci preliminar și cu o finală în două tururi.
|  | Calificată în etapa finală |

|  | Meciul preliminar | Meciul preliminar | Meciul preliminar | Meciul preliminar | Meciul preliminar |    |                         | Finala                  | Finala | Finala | Finala | Finala |
|  |                   |                   |                   |                   |                   |    |                         |                         |        |        |        |        |
|  | —                 |                   |                   |                   |                   |    |                         |                         |        |        |        |        |
|  | —                 |                   |                   |                   |                   |    |                         |                         |        |        |        |        |
|  |                   |                   |                   |                   |                   |    | Cetatea Bucur București | Cetatea Bucur București | 13     | 18     | 31     |        |
|  |                   | Tractorul Brașov  | Tractorul Brașov  | 6                 | 5                 | 11 |                         |                         |        |        |        |        |
|  | Tractorul Brașov  | Tractorul Brașov  | 17                | 0                 | 17                |    |                         |                         |        |        |        |        |
|  | Spartac Constanța | Spartac Constanța | 8                 | 0                 | 8                 |    |                         |                         |        |        |        |        |

#### Meciul preliminar
| 28 ianuarie 1960 | Tractorul Brașov | 17 – 8 | Spartac Constanța | Sala Sporturilor, Constanța |
| 28 ianuarie 1960 | (9–3)            |        |                   | Sala Sporturilor, Constanța |
| 28 ianuarie 1960 |                  |        |                   | Sala Sporturilor, Constanța |

#### Finala
| 30 ianuarie 1960 | Cetatea Bucur București | 13 – 6 | Tractorul Brașov | Sala Sporturilor, Constanța |
| 30 ianuarie 1960 | (7–3)                   |        |                  | Sala Sporturilor, Constanța |
| 30 ianuarie 1960 |                         |        |                  | Sala Sporturilor, Constanța |

| 31 ianuarie 1960 | Tractorul Brașov | 5 – 18 | Cetatea Bucur București | Sala Sporturilor, Constanța |
| 31 ianuarie 1960 | (2–8)            |        |                         | Sala Sporturilor, Constanța |
| 31 ianuarie 1960 |                  |        |                         | Sala Sporturilor, Constanța |

### Turneul de la Oradea
La turneul de la Oradea, disputat în sala „Dinamo” din localitate, au luat parte echipele campioane ale regiunilor Autonomă Maghiară (CS Târgu Mureș), Hunedoara („Elevul” Petroșani) și Oradea (I.T. Oradea), precum și Clubul Sportiv Școlar Timișoara, echipă clasată pe locul al doilea în campionatul regiunii Timișoara.
|  | Calificată în etapa finală |

| Echipa              | M | V | E | Î | GM | GP | G   | Pct |
| ------------------- | - | - | - | - | -- | -- | --- | --- |
| CS Târgu Mureș      | 3 | 3 | 0 | 0 | 64 | 19 | +45 | 6   |
| CS Școlar Timișoara | 3 | 2 | 0 | 1 | 44 | 18 | +26 | 4   |
| I.T. Oradea         | 3 | 1 | 0 | 2 | 23 | 35 | −12 | 2   |
| „Elevul” Petroșani  | 3 | 0 | 0 | 3 | 8  | 67 | −59 | 0   |

| 28 ianuarie 1960 | CS Târgu Mureș | 33 – 3 | „Elevul” Petroșani | Sala Dinamo, Oradea |
| 28 ianuarie 1960 | (15–3)         |        |                    | Sala Dinamo, Oradea |
| 28 ianuarie 1960 |                |        |                    | Sala Dinamo, Oradea |

| 28 ianuarie 1960 | CS Școlar Timișoara | 13 – 4 | I.T. Oradea | Sala Dinamo, Oradea |
| 28 ianuarie 1960 | (7–2)               |        |             | Sala Dinamo, Oradea |
| 28 ianuarie 1960 |                     |        |             | Sala Dinamo, Oradea |

| 30 ianuarie 1960 | CS Târgu Mureș | 20 – 9 | I.T. Oradea | Sala Dinamo, Oradea |
| 30 ianuarie 1960 | (8–4)          |        |             | Sala Dinamo, Oradea |
| 30 ianuarie 1960 |                |        |             | Sala Dinamo, Oradea |

| 30 ianuarie 1960 | CS Școlar Timișoara | 24 – 3 | „Elevul” Petroșani | Sala Dinamo, Oradea |
| 30 ianuarie 1960 | (13–0)              |        |                    | Sala Dinamo, Oradea |
| 30 ianuarie 1960 |                     |        |                    | Sala Dinamo, Oradea |

| 31 ianuarie 1960 | CS Târgu Mureș | 11 – 7 | CS Școlar Timișoara | Sala Dinamo, Oradea |
| 31 ianuarie 1960 | (6–4)          |        |                     | Sala Dinamo, Oradea |
| 31 ianuarie 1960 |                |        |                     | Sala Dinamo, Oradea |

| 31 ianuarie 1960 | I.T. Oradea | 10 – 2 | „Elevul” Petroșani | Sala Dinamo, Oradea |
| 31 ianuarie 1960 | (4–1)       |        |                    | Sala Dinamo, Oradea |
| 31 ianuarie 1960 |             |        |                    | Sala Dinamo, Oradea |

## Etapa a II-a, finală

### Echipele calificate
În total, șase echipe au avansat din etapele inferioare în etapa finală a campionatul republican de handbal în 7 jucătoare.
| Echipă                  | Modalitate de calificare                       |
| ----------------------- | ---------------------------------------------- |
| Știința București       | Câștigătoarea campionatului orașului București |
| Rapid București         | Locul 2 în campionatul orașului București      |
| CSM Sibiu               | Câștigătoarea campionatului Regiunii Stalin    |
| Știința Timișoara       | Câștigătoarea campionatului Regiunii Timișoara |
| Cetatea Bucur București | Câștigătoarea turneului de la Constanța        |
| CS Târgu Mureș          | Câștigătoarea turneului de la Oradea           |

### Partidele
| 7 februarie 1960 17:30 | Rapid București | 7 – 6 | CSM Sibiu | Sala Floreasca, București |
| 7 februarie 1960 17:30 | C. Dumitrescu 3 | (3–2) | Dobre 3   | Sala Floreasca, București |
| 7 februarie 1960 17:30 |                 |       |           | Sala Floreasca, București |

| 7 februarie 1960 18:30 | Cetatea Bucur București | 6 – 8 | Știința Timișoara | Sala Floreasca, București |
| 7 februarie 1960 18:30 | Roșu 4                  | (1–3) | Reipp 6           | Sala Floreasca, București |
| 7 februarie 1960 18:30 |                         |       |                   | Sala Floreasca, București |

| 7 februarie 1960 19:30 | Știința București | 8 – 6 | CS Târgu Mureș | Sala Floreasca, București |
| 7 februarie 1960 19:30 | Jianu 3           | (4–4) | Cătineanu 3    | Sala Floreasca, București |
| 7 februarie 1960 19:30 |                   |       |                | Sala Floreasca, București |

| 8 februarie 1960 18:00 | CSM Sibiu | 6 – 5 | CS Târgu Mureș | Sala Floreasca, București |
| 8 februarie 1960 18:00 | Dobre 4   | (2–2) |                | Sala Floreasca, București |
| 8 februarie 1960 18:00 |           |       |                | Sala Floreasca, București |

| 8 februarie 1960 19:00 | Știința București | 8 – 5 | Știința Timișoara | Sala Floreasca, București |
| 8 februarie 1960 19:00 | Szőke 5           | (5–0) |                   | Sala Floreasca, București |
| 8 februarie 1960 19:00 |                   |       |                   | Sala Floreasca, București |

| 8 februarie 1960 20:00 | Cetatea Bucur București | 9 – 12 | Rapid București | Sala Floreasca, București |
| 8 februarie 1960 20:00 | Vasile 6                | (4–5)  | Stark 6         | Sala Floreasca, București |
| 8 februarie 1960 20:00 | 1×                      |        |                 | Sala Floreasca, București |

| 9 februarie 1960 18:00 | Știința București | 10 – 8 | CSM Sibiu | Sala Floreasca, București |
| 9 februarie 1960 18:00 | (4–2)             |        |           | Sala Floreasca, București |
| 9 februarie 1960 18:00 |                   |        |           | Sala Floreasca, București |

| 9 februarie 1960 19:00 | Rapid București | 5 – 2 | Știința Timișoara | Sala Floreasca, București |
| 9 februarie 1960 19:00 | (1–2)           |       |                   | Sala Floreasca, București |
| 9 februarie 1960 19:00 |                 |       |                   | Sala Floreasca, București |

| 9 februarie 1960 20:00 | Cetatea Bucur București | 9 – 8 | CS Târgu Mureș | Sala Floreasca, București |
| 9 februarie 1960 20:00 | (6–4)                   |       |                | Sala Floreasca, București |
| 9 februarie 1960 20:00 |                         |       |                | Sala Floreasca, București |

| 10 februarie 1960 | Rapid București | 11 – 3 | CS Târgu Mureș | Sala Floreasca, București |
| 10 februarie 1960 | (6–2)           |        |                | Sala Floreasca, București |
| 10 februarie 1960 |                 |        |                | Sala Floreasca, București |

| 10 februarie 1960 | Știința București | 6 – 3 | Cetatea Bucur București | Sala Floreasca, București |
| 10 februarie 1960 | (3–1)             |       |                         | Sala Floreasca, București |
| 10 februarie 1960 |                   |       |                         | Sala Floreasca, București |

| 10 februarie 1960 | Știința Timișoara | 11 – 3 | CSM Sibiu | Sala Floreasca, București |
| 10 februarie 1960 | (4–2)             |        |           | Sala Floreasca, București |
| 10 februarie 1960 |                   |        |           | Sala Floreasca, București |

| 11 februarie 1960 19:00 | Cetatea Bucur București | 4 – 3 | CSM Sibiu | Sala Floreasca, București |
| 11 februarie 1960 19:00 | V. Dumitrescu 2         | (1–2) | Dobre 2   | Sala Floreasca, București |
| 11 februarie 1960 19:00 |                         |       |           | Sala Floreasca, București |

| 11 februarie 1960 20:00 | Rapid București | 4 – 6 | Știința București | Sala Floreasca, București |
| 11 februarie 1960 20:00 | Stark 2         | (2–4) | Jianu, Szőke 2    | Sala Floreasca, București |
| 11 februarie 1960 20:00 |                 |       |                   | Sala Floreasca, București |

| 11 februarie 1960 21:00 | CS Târgu Mureș | 9 – 6 | Știința Timișoara | Sala Floreasca, București |
| 11 februarie 1960 21:00 | (7–2)          |       |                   | Sala Floreasca, București |
| 11 februarie 1960 21:00 |                |       |                   | Sala Floreasca, București |

## Clasamentul final
|  | Echipe care au participat la turneul de baraj |

| Poz. | Echipa              | J | V | E | Î | GM | GP | DG   | P  | Promovare sau retrogradare |
| ---- | ------------------- | - | - | - | - | -- | -- | ---- | -- | -------------------------- |
| 1    | Știința București   | 5 | 5 | 0 | 0 | 38 | 26 | + 12 | 10 |                            |
| 2    | Rapid București     | 5 | 4 | 0 | 1 | 39 | 26 | + 13 | 8  |                            |
| 3    | Știința Timișoara   | 5 | 2 | 0 | 3 | 32 | 31 | + 1  | 4  |                            |
| 4    | Progresul București | 5 | 2 | 0 | 3 | 31 | 37 | – 6  | 4  |                            |
| 5    | C.S. Târgu Mureș    | 5 | 1 | 0 | 4 | 31 | 40 | – 9  | 2  | Rămase în categoria A      |
| 6    | CSM Sibiu           | 5 | 1 | 0 | 4 | 26 | 37 | – 11 | 2  | Rămase în categoria A      |

## Barajul de promovare
Începând cu 22 iulie 1960, la Sibiu și Târgu Mureș s-au desfășurat meciuri de baraj pentru menținerea sau promovarea în ediția 1960-1961 a campionatului republican de handbal feminin categoria A. La barajul de la Sibiu au luat parte CSM Sibiu, clasată pe ultimul loc la sfârșitul ediției 1959-1960, precum și alte două echipe, Record Mediaș și CSM Reșița. La barajul de la Târgu Mureș au participat CS Târgu Mureș, clasată pe penultimul loc la sfârșitul ediției 1959-1960, precum și alte două echipe, Textila Buhuși și Măgura Codlei.

### Barajul de la Sibiu
Turneul s-a desfășurat în nocturnă, pe terenul „Luceafărul”, partidele fiind urmărite de „un mare număr de spectatori”. Fiecare partidă a fost precedată de câte un meci disputat în cadrul „Cupei eliberării”, între echipele CSM Sibiu, Voința Sibiu și Textila Cisnădie.
În urma rezultatelor celor trei meciuri, CSM Sibiu s-a menținut, iar Record Mediaș a promovat în campionatul republican de categoria A.
| Poz. | Echipa        | J | V | E | Î | GM | GP | DG  | P | Promovare sau retrogradare          |
| ---- | ------------- | - | - | - | - | -- | -- | --- | - | ----------------------------------- |
| ▬ 1  | CSM Sibiu     | 2 | 1 | 1 | 0 | 16 | 9  | + 7 | 3 | Rămasă în categoria A               |
| ▲ 2  | Record Mediaș | 2 | 1 | 0 | 1 | 14 | 20 | – 6 | 2 | Promovată în categoria A            |
| ▬ 4  | CSM Reșița    | 2 | 0 | 1 | 1 | 14 | 15 | – 1 | 1 | Rămasă în campionatul de calificare |

| 22 iulie 1960 | CSM Sibiu | 11 – 4 | Record Mediaș | Terenul „Luceafărul”, Sibiu |
| 22 iulie 1960 | Dobre 6   | (4–3)  | Erhard 2      | Terenul „Luceafărul”, Sibiu |
| 22 iulie 1960 |           |        |               | Terenul „Luceafărul”, Sibiu |

| 23 iulie 1960 | Record Mediaș | 10 – 9 | CSM Reșița | Terenul „Luceafărul”, Sibiu |
| 23 iulie 1960 | Erhard 4      | (3–7)  | Polecla 5  | Terenul „Luceafărul”, Sibiu |
| 23 iulie 1960 |               |        |            | Terenul „Luceafărul”, Sibiu |

| 24 iulie 1960 | CSM Sibiu | 5 – 5 | CSM Reșița | Terenul „Luceafărul”, Sibiu |
| 24 iulie 1960 | Dobre 3   | (3–3) | Polecla 2  | Terenul „Luceafărul”, Sibiu |
| 24 iulie 1960 |           |       |            | Terenul „Luceafărul”, Sibiu |

### Barajul de la Târgu Mureș
Turneul s-a desfășurat în nocturnă, pe terenul „Voința”, iar programul partidelor a fost publicat în numărul din 22 iulie 1960 al ziarului local Vörös Zászló. Fiecare partidă a fost precedată de câte un meci disputat în cadrul „Cupei de vară”, între echipele IRA II, Higiena, Fások și Justiția.
În urma rezultatelor celor trei meciuri, CS Târgu Mureș s-a menținut, iar Măgura Codlei a promovat în campionatul republican de categoria A.
| Poz. | Echipa         | J | V | E | Î | GM | GP | DG   | P | Promovare sau retrogradare          |
| ---- | -------------- | - | - | - | - | -- | -- | ---- | - | ----------------------------------- |
| ▬ 1  | CS Târgu Mureș | 2 | 2 | 0 | 0 | 27 | 6  | + 11 | 4 | Rămasă în categoria A               |
| ▲ 2  | Măgura Codlei  | 2 | 1 | 0 | 1 | 17 | 9  | + 8  | 2 | Promovată în categoria A            |
| ▬ 4  | Textila Buhuși | 2 | 0 | 0 | 2 | 6  | 35 | – 29 | 0 | Rămasă în campionatul de calificare |

| 22 iulie 1960 20:45 | Măgura Codlei | 14 – 3 | Textila Buhuși | Terenul „Voința”, Târgu Mureș |
| 22 iulie 1960 20:45 | (5–2)         |        |                | Terenul „Voința”, Târgu Mureș |
| 22 iulie 1960 20:45 |               |        |                | Terenul „Voința”, Târgu Mureș |

| 23 iulie 1960 20:45 | Textila Buhuși | 3 – 21 | CS Târgu Mureș | Terenul „Voința”, Târgu Mureș |
| 23 iulie 1960 20:45 | (1–14)         |        |                | Terenul „Voința”, Târgu Mureș |
| 23 iulie 1960 20:45 |                |        |                | Terenul „Voința”, Târgu Mureș |

| 25 iulie 19606) 20:45 | CS Târgu Mureș | 6 – 3 | Măgura Codlei | Terenul „Voința”, Târgu Mureș |
| 25 iulie 19606) 20:45 | (3–2)          |       |               | Terenul „Voința”, Târgu Mureș |
| 25 iulie 19606) 20:45 |                |       |               | Terenul „Voința”, Târgu Mureș |